# Adam Wroński
Adam Wroński (ur. 1850  lub 1851 w Krakowie, zm. 17 grudnia 1915 w Krynicy) – polski skrzypek, kompozytor, dyrygent i pedagog.

## Życiorys
Początkowo kształcił się w Szkole Śpiewu i Muzyki Instytutu Technicznego w Krakowie pod kierunkiem I. Wójcikiewicza, P. Studzińskiego  i J. Blaschkego. Swoją wiedzę uzupełniał później w Konserwatorium Wiedeńskim. Pierwsze sukcesy artystyczne odniósł podczas odbywania służby wojskowej - początkowo jako skrzypek orkiestry 70. Pułku Piechoty w Wiedniu, a w późniejszym okresie jako kierownik orkiestry wojskowej 40. Pułku Piechoty w Krakowie, którą dyrygował także po opuszczeniu wojska. Dzięki staraniom Władysława Żeleńskiego udało mu się stworzyć nową orkiestrę symfoniczną, z którą występował w krakowskim Teatrze Starym, akompaniując w sztukach oraz zabawiając publiczność w antraktach. W 1875 r. zorganizował własną orkiestrę zdrojową w Krynicy, która szybko stała się jedną z głównych atrakcji sezonu kąpielowego, zabawiając kuracjuszy od szóstej rano do godzin wieczornych urozmaiconym programem muzycznym. Od 1895 roku zajął się popularyzowaniem muzyki polskiej w mniejszych ośrodkach Galicji Wschodniej (m.in. Sambor, Kołomyja), a w 1897 został dyrygentem orkiestry teatralnej we Lwowie. Mimo częstych przeprowadzek, każdy sezon wakacyjny spędzał w swojej ukochanej Krynicy, gdzie zmarł w 1915 roku.
W trakcie swojej kariery muzycznej zajmował liczne stanowiska kierownicze, był m.in. dyrektorem Towarzystwa Muzycznego w Kołomyi i Samborze oraz orkiestry i szkoły muzycznej Towarzystwa Przyjaciół Muzyki „Harmonia” w Krakowie. Jako skrzypek występował w zespołach kameralnych z takimi muzykami jak Jan Ostrowski, Józef Adamowski czy Marcelina Czartoryska.
W jego kompozycjach wyraźnie dostrzegalna jest inspiracja muzyką wiedeńską, przez co nazywany bywał „polskim Straussem” (obok Leopolda Lewandowskiego i Fabiana Tymolskiego). Był bardzo płodnym twórcą, stworzył ponad 250 kompozycji, głównie fortepianowych utworów tanecznych (walce, mazury, polonezy, galopy, kadryle), ale pisał również fantazje, uwertury, marsze, pieśni solowe i chóralne, a nawet wodewile.

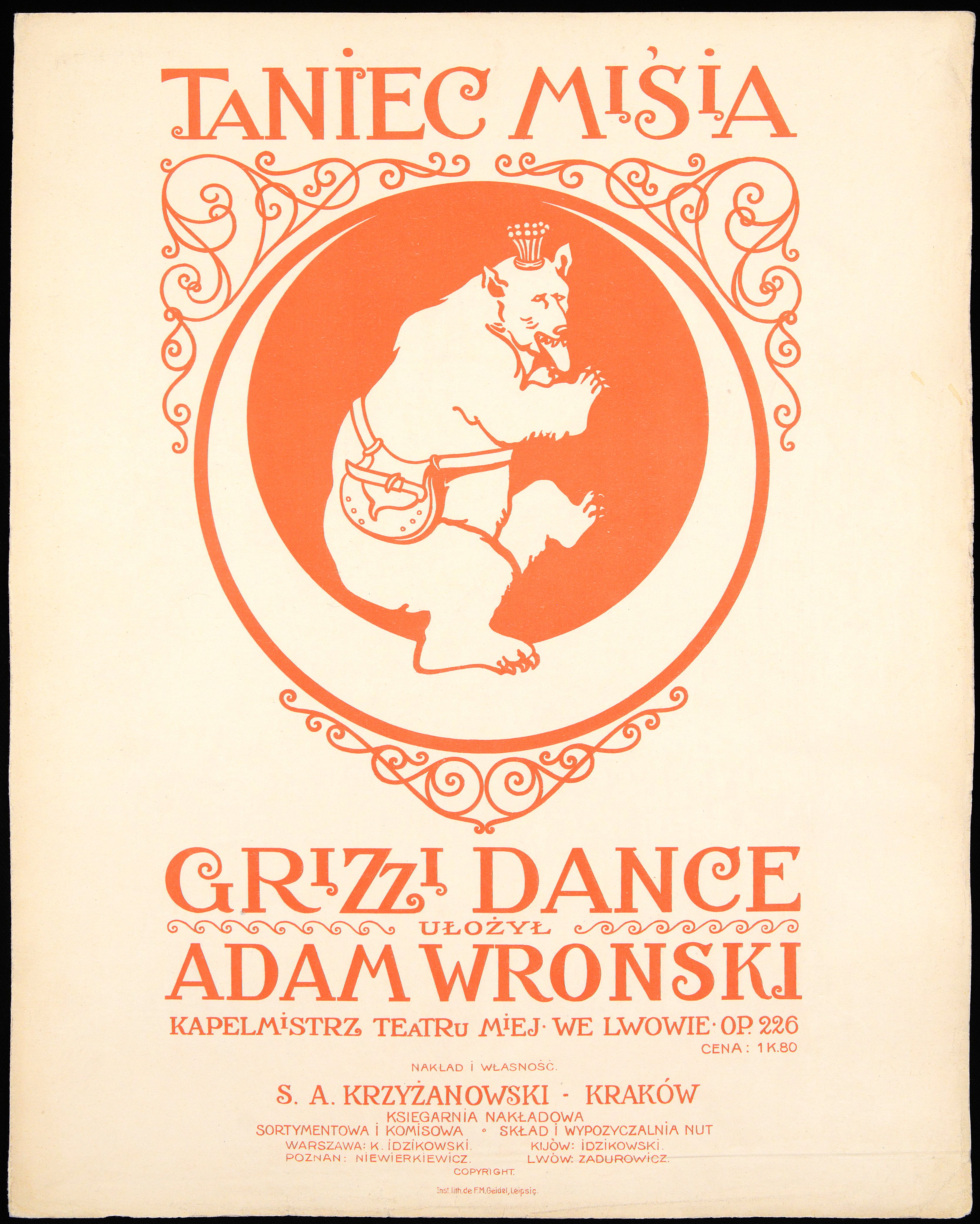
Taniec misia - grizzi dance (ok. 1913)

## Wybrane kompozycje
- Weselne dźwięki: walce na fortepian
- Na wyżynku: mazury na fortepian
- Marsz myśliwski : skomponowany na fortepian
- Lutnia polska : zbiór pieśni narodowych na fortepian
- Diabeł : galop na fortepian
- Białe róże : walce na fortepian
- Kontredanse z czartowskiej ławy
- Wspomnienie z Krynicy : polka na fortepian
- Marsz żałobny J. I. Kraszewskiego  – skomponowany z okazji pogrzebu Józefa Kraszewskiego
- Wspomnienia balowe : kadryl na fortepian
- Na falach Wisły : walce na fortepian
- Hucułeczka : polka na fortepian
- Do Śniatyna kucykami : galop na fortepian
- Warszawianka : polka-mazurka na fortepian
- Na rowerze : galop na fortepian
- Pożegnanie Krakowa : mazurek na skrzypce i fortepian
- Tęsknota : piosenka z tow. fortepianu
- Zuch Stach : mazur na fortepian
- Do Poznania : mazury na fortepian
- Nad Prutem : dumka i kołomyjka na fortepian
- W majową noc: piosenka na sopran z akompaniamentem fortepianu
- Adela : walce na fortepian
- Taniec misia - grizzi [sic!] dance
- Nad morskim okiem : walce na fortepian